# Lisandra
Lisandra (en griego antiguo: Λύσανδρα) era hija de Ptolomeo I y Eurídice.
Se casó en primeras nupcias con Alejandro, hijo de Casandro de Macedonia y después, en segundas, con Agatocles de Tracia, hijo de Lisímaco de Tracia. Pausanias dice que el segundo enlace se hizo después de la expedición de Lisímaco contra los getas (291 a. C.).
Con Agatocles tuvo varios hijos, con los que huyó a Asia tras el asesinato de su marido a instancias de Arsínoe, se refugió en la corte de Seleuco I Nicátor, quien finalmente derrotó y mató Lisímaco en el 281 a. C. Según Pausanias, debía acompañar a Seleuco en esta guerra. Después de esto ya no vuelve a ser mencionada ni tampoco sus hijos.